# Vina

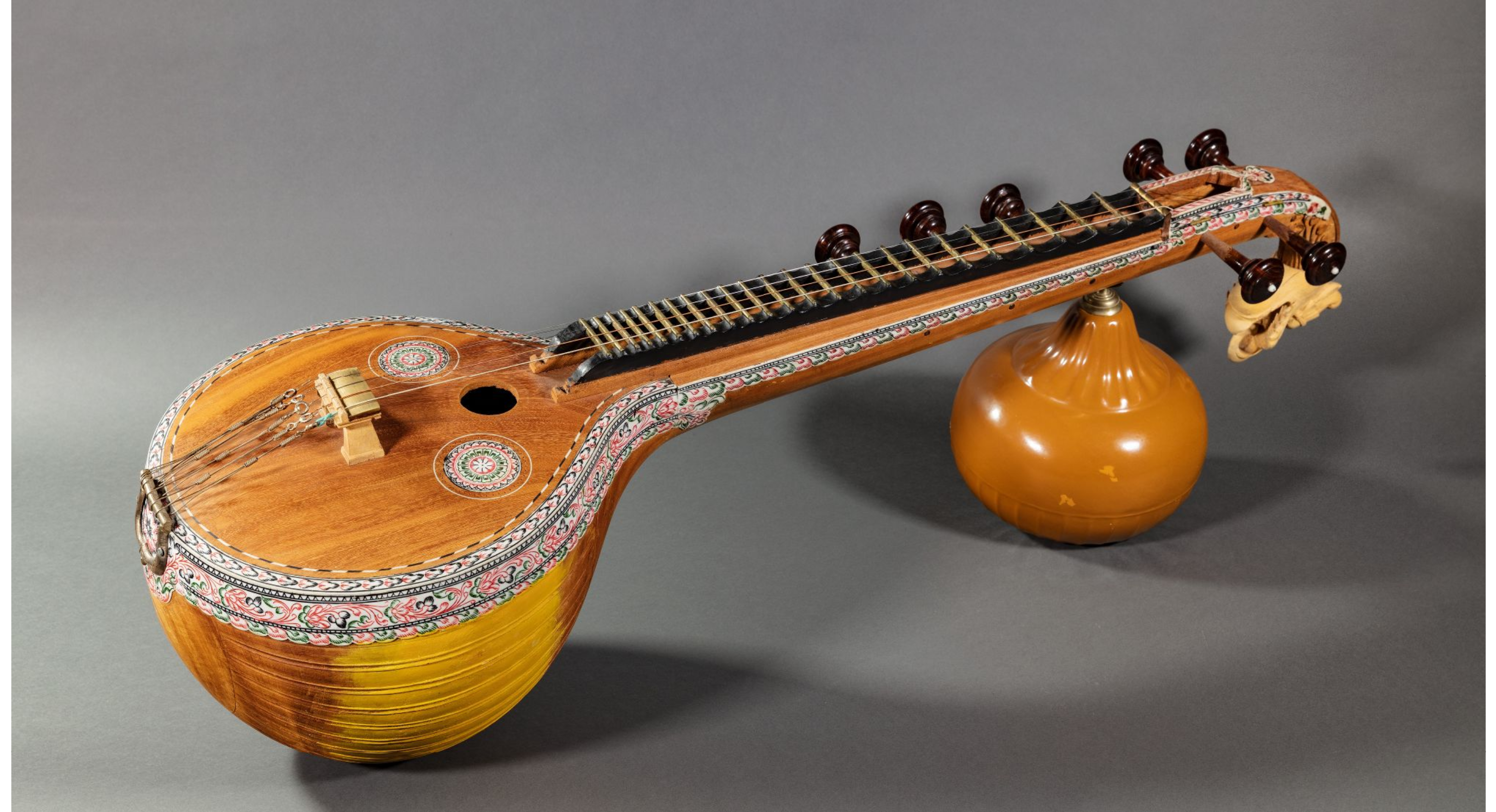
Südindische Langhalslaute Sarasvati vina

Vina (Hindi: वीणा, vīṇā, englische Schreibweise veena) bezeichnet eine Gruppe aus altindischer Zeit stammender gezupfter Saiteninstrumente, von denen heute vor allem zwei Arten in der indischen Musik gespielt werden: die Stabzither Rudra vina im Norden und die Langhalslaute Sarasvati vina im Süden.

## Einteilung

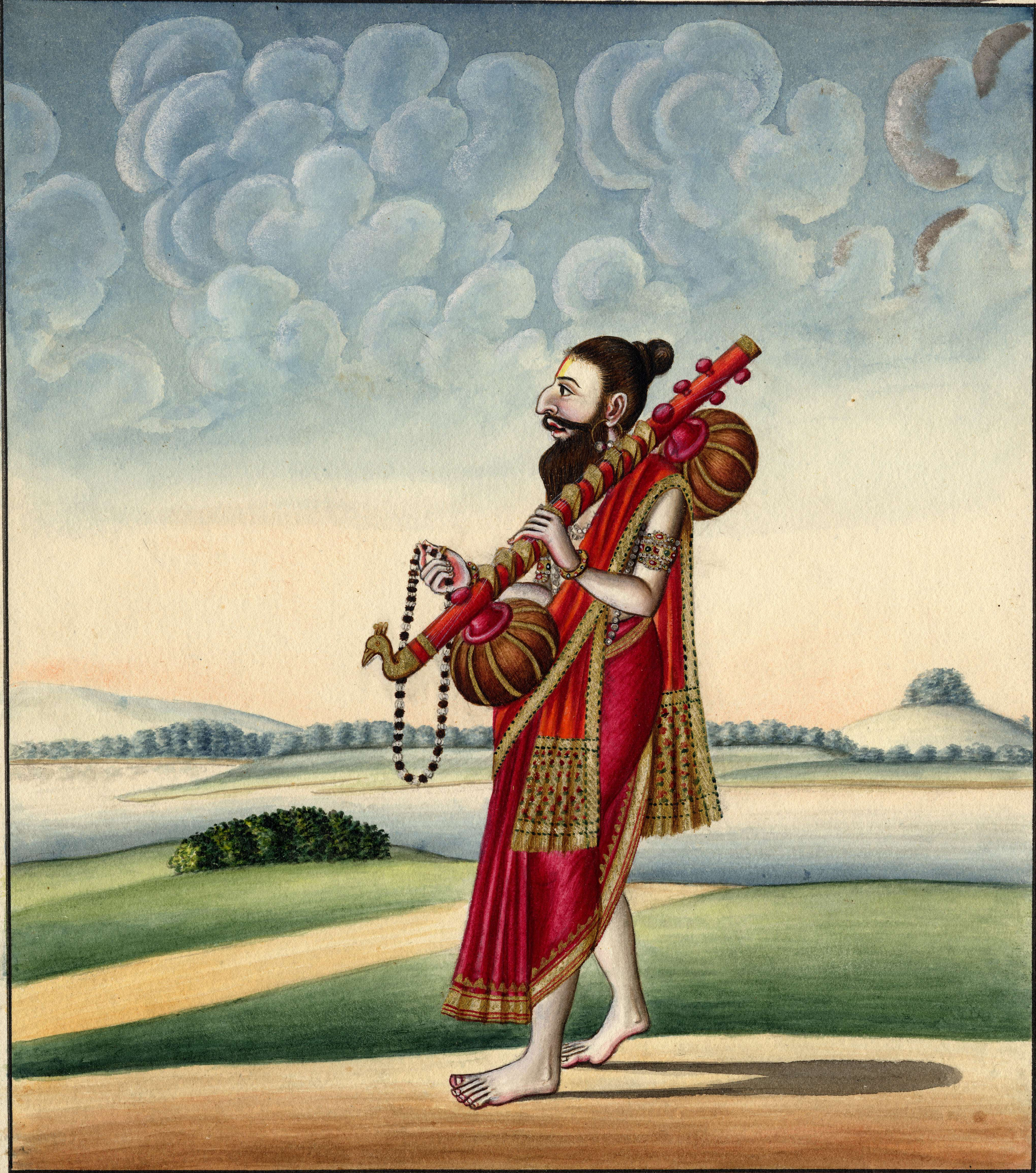
Möglicherweise Narada, der mythische Erfinder der vina im 1. Jahrtausend v. Chr. Die Miniatur vom Anfang des 19. Jahrhunderts zeigt eine Stabzither.

Göttin Sarasvati mit einer Langhalslaute. Gemälde von Raja Ravi Varma 1896

Die vina sind heute überwiegend Lauteninstrumente der klassischen indischen Musik. Die Sarasvati vina gilt als das edelste indische Instrument. Sie hat Bünde und wird von allen vina am häufigsten gespielt. Ihr Name rührt von der hinduistischen Göttin Sarasvati her. Sie ist die Göttin der Gelehrsamkeit, der Musik und allgemein der Künste. Dargestellt wird sie mit ihrem Attribut, einer vina. Zu den in Südindien gespielten weiteren vina-Arten gehören die bundlose gottuvadyam vina, die auch chitra vina genannt wird und im Norden die noch seltener als die Rudra vina gespielte, bundlose vichitra vina. Die Mohana vina hat mit einer vina nichts zu tun. Es ist eine von Vishwa Mohan Bhatt umgebaute und mit Resonanzsaiten ausgestattete akustische Gitarre, deren Klang an eine sitar erinnert.
Eine vina hat – mit Ausnahme der gottuvadyam – im Unterschied zur sitar keine Resonanzsaiten. Die sitar hat als Bünde Metallbügel, die mit Abstand über dem Griffbrett liegen, um im Zwischenraum Platz für die Resonanzsaiten zu bieten. Vina sind entweder bundlos, oder haben direkt aufgeklebte Bünde. Die Bünde der sitar sind verschiebbar, die der vina sind fest. Vina haben einen volleren und länger anhaltenden Ton als die etwas klirrende sitar, ihr Spiel ist dafür erheblich schwieriger zu erlernen. Ein gelungener Versuch, den langen Ton der vina auf einer Art sitar zu erzielen, führte vermutlich um 1825 zur Entwicklung der surbahar, einer tiefer gestimmten und größeren sitar. Dagegen ist die im 19. Jahrhundert entwickelte Kombination aus dem etwas rau klingenden dhrupad rabāb (die sich von der Kabuli rubāb unterscheidet) und der Rudra vina, die zur zarten Laute sursingar mit Metallsaiten führte, um die Mitte des 20. Jahrhunderts praktisch verschwunden und heute selten.

## Herkunft

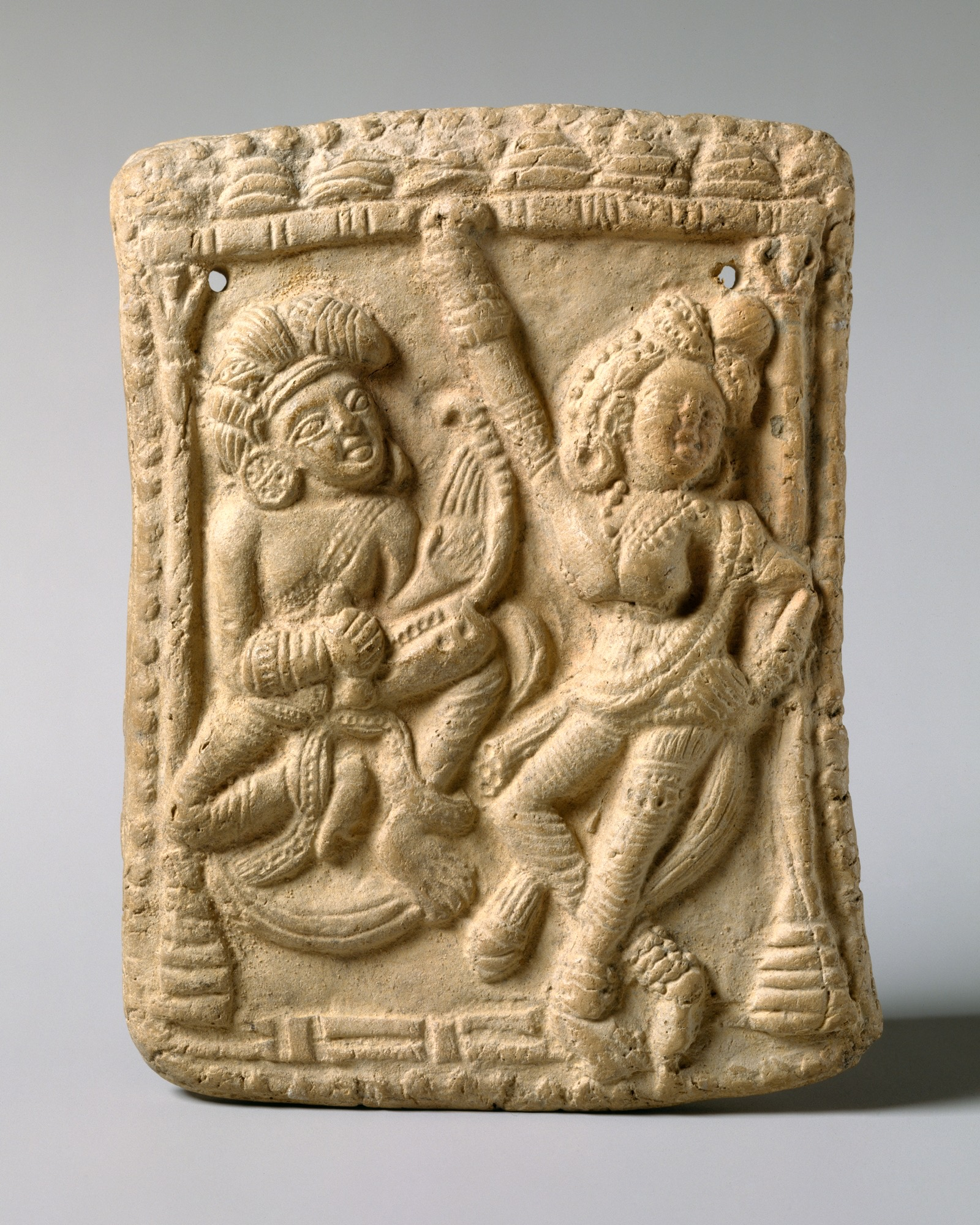
Shunga-zeitliche Terrakottatafel mit einer Tänzerin und einem Bogenharfe spielenden Musiker. Nordindien, 1. Jahrhundert v. Chr.

Die ersten Saiteninstrumente waren Musikbögen und Stabzithern. Vina war der allgemeine Begriff für Saiteninstrumente in den auf Sanskrit verfassten, altindischen Veden, er taucht bereits in der Mitte des 1. Jahrtausends v. Chr. auf. Noch früher im Rigveda und Atharvaveda erwähnte Namen wie gargara und karkari könnten sich ebenfalls auf Saiteninstrumente bezogen haben. Möglicherweise bezeichnete picchoravina die einfachste Form eines Musikbogens, dessen Saite mit dem Mund verstärkt wird (Mundbogen), während kandavina vielleicht eine mehrsaitige, aus mehreren parallelen Bambusröhren zusammengesetzte Floßzither war. In den Brahmanas (um 800–500 v. Chr.) werden mehrfach Bogenharfen beschrieben. An einer Stelle im Jaiminya-Brahmana besitzt die vina sieben Saiten (tantri), einen mit Tierhaut bespannten Korpus (suna) mit einem Hals (danda) und einem Tragegurt (upavana). Der Beschreibung nach ist eine Bogenharfe gemeint. In der alttamilischen Literatur bedeutet yazh allgemein „Musik“ und zugleich „Harfe“. Es gab für namentlich unterschiedene Tonskalen (später Ragas) jeweils eine entsprechende Harfe, mit der sie gespielt wurden. In mittelalterlichen Sanskrittexten trägt der Schöpfergott Shiva der Beinamen Pinaki, wenn er mit seinem mächtigen Jagdbogen pinaki erscheint. Im 18. Jahrhundert zeigen indische Miniaturen einen mit einem Rosshaarbogen gestrichenen Musikbogen pinak in Nordindien, der wie die Stabzither Rudra vina durch zwei Kalebassen verstärkt wird.
Vina bildeten den wesentlichen Bestandteil der altindischen Ritualmusik gandharva, deren theoretische Grundlagen als gandharva-veda zusammengefasst werden. Im Hauptwerk dieser in weiterentwickelter Form bis heute gültigen Musiktheorie, dem um die Zeitenwende entstandenen Natyashastra von Bharata Muni, werden Saiteninstrumente genauer behandelt. Bharata unterscheidet vier Arten von vina, die aus Holz hergestellt sind. Die neunsaitige Bogenharfe vipanci-vina wurde mit einem Plektrum und die siebensaitige citra(-vina) mit den Fingern gezupft. Nur eine untergeordnete Bedeutung – vielleicht als Borduninstrumente – scheinen die kacchapi und die ghoshaka besessen zu haben.
Die ältesten Darstellungen von Saiteninstrumenten zeigen ebenfalls Bogenharfen, die zunächst im buddhistischen Umfeld vom 2. Jahrhundert v. Chr. bis zum 7. Jahrhundert n. Chr. in Steinreliefs an indischen Kultstätten auftauchen. Harfenspieler innerhalb von Orchestern fanden sich in Reliefs, die frühbuddhistische Tanzszenen darstellen, auf den Steinzäunen der Stupas von Bharhut (2. Jahrhundert v. Chr.), Sanchi (1. Jahrhundert n. Chr.) und Amaravati (2. Jahrhundert n. Chr.). In der Biografie Ashvaghoshas über Buddha, Buddhacarita, aus dem Anfang des 2. Jahrhunderts wird neben einer vina genannten Bogenharfe mit sieben Saiten eine Bambusflöte venu und eine von Frauen gespielte Trommel pushkara erwähnt. Eine Goldmünze aus dem 4. Jahrhundert zeigt König Samudragupta beim Harfenspiel. Der berühmte himmlische Musiker Pancasikha, einer der Gandharvas, wird stets mit einer Bogenharfe abgebildet. Die Musiktextsammlung Sangita Ratnakara von Sarangadeva aus dem 13. Jahrhundert erwähnt als Hauptinstrument eine große Harfe mit 21 Saiten. Winkelharfen wie die arabisch-persische tschang kamen in Indien nicht vor. Von allen Bogenharfen Indiens und Asiens insgesamt haben nur die saung gauk als Nationalinstrument von Myanmar und in Rückzugsgebieten die waji im Osten Afghanistans sowie die von den Parhan in Madhya Pradesh gespielte bin-baja überlebt.
Auf den Reliefs von Amaravati und Nagarjunakonda sind auch lautenförmige vina abgebildet mit drei bis fünf Saiten, einem langen Hals und birnenförmigem Korpus. Ein zweiter Lautentyp in der historischen Kulturregion Gandhara, deren Zentrum im heutigen Pakistan lag, besaß zwei bis drei Saiten und gehörte zu den Kurzhalslauten vom Typ des barbat. Dieser Typ ist auf Höhlenmalereien von Ajanta (5. Jahrhundert) abgebildet und entspricht der chinesischen pipa. Bei einer weiteren, in Gandhara abgebildete Lautenform ist der Korpus seitlich nach innen gekrümmt. Zu deren Nachfahren gehören heute sarangi, sarinda und dilruba.
Ab dem 6. Jahrhundert werden einfache Stabzithern mit einer Saite und einem Bambusstab als Saitenträger und die ersten Lauten mit einem Resonanzkörper, dessen Decke parallel zu den Saiten verläuft, abgebildet. Über die Spielweise der schräg vor der Brust gehaltenen Stabzithern mit einer Kalebassenhalbschale als Resonator gibt die in ländlichen Regionen von Odisha bekannte tuila Auskunft, die als eine der wenigen überlebenden der ansonsten heute in Indien verschwundenen einfachsten Saiteninstrumente gilt. Zu einer mutmaßlich anderen Entwicklungslinie gehören die idiochorden Bambusröhrenzithern wie die bis heute in der Volksmusik von Nordostindien gespielte gintang und chigring, die keinen separaten Resonanzkörper besitzen.
Die älteste vina hieß nach dem Sanskrit-Text Sangita Makaranda, der vielleicht aus dem 11. Jahrhundert stammt und dem mythischen Weisen Narada zugeschrieben wird, kinnari vina. Die Kinnaris sind weibliche Vogelmischwesen und gehören zu den niederen indischen Gottheiten. Der Name stammt wohl aus dem Altgriechischen kinyra, Altarabisch kinnare und wird mit der biblischen Leier kinnor in Verbindung gebracht. Der zusammengesetzte Begriff bedeutet „Saiteninstrument der Kentauren“. Kinnari ist das älteste, namentlich genannte, vermutlich gezupfte Saiteninstrument. Mitte des 12. Jahrhunderts wird in Gujarat als anderer Name für ein Saiteninstrument saranga vina angegeben. Aus der Bezeichnung saranga leitet sich die spätere Gruppe der gestrichenen Saiteninstrumente sarangi her.
Der nur in der dörflichen Tempelmusik im südindischen Bundesstaat Kerala gebrauchten zweisaitigen Langhalslaute nanduni wird eine besondere religiöse Bedeutung und ein hohes Alter zugesprochen. Malayalam-Quellen erwähnen den Namen seit dem 14. Jahrhundert. Ein Museumsexemplar brachte Curt Sachs (1923) dazu, die nanduni zu einem jüngeren Relikt der altindischen Lauten, wie sie in Ajanta abgebildet sind, zu erklären und  B. C. Deva (1978) hält sie für eine mögliche Vorläuferin der Sarasvati vina.

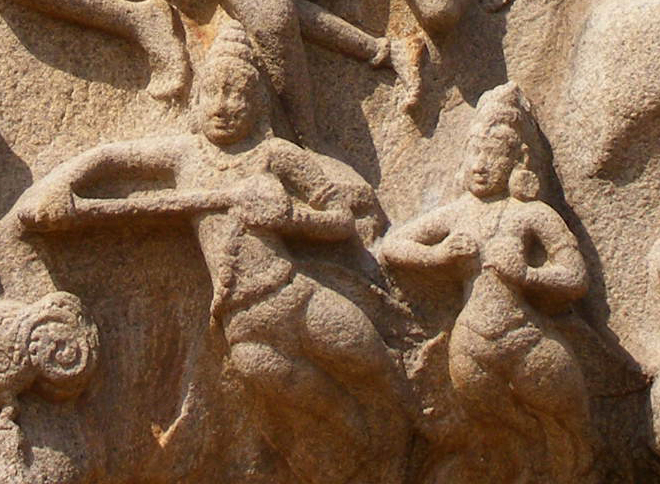
Eine Kinnara spielt eine einsaitige Stabzither alapini vina mit einem Kalebassen-Resonator vor der Brust. Felsrelief in Mamallapuram, 7. Jahrhundert

Die Entwicklung von Stabzithern, Langhals- und Kurzhalslauten vollzog sich parallel. An einem Säulenrelief in Kanchipuram aus dem 7. Jahrhundert spielt die Göttin Sarasvati eine liegende vina, ein Relief am Nataraja-Tempel von Chidambaram zeigt eine stehende Frau mit einer Langhalslaute. Im Sangitaratnakara, einer Musiktheorie des Sarngadeva aus dem 13. Jahrhundert, werden drei Arten von Stabzithern unterschieden:
- die alapini vina mit einem Resonator. Dieser Resonator bestand aus einer halben Kalebasse und wurde gegen den Brustkorb gedrückt, sodass die Öffnung ganz oder teilweise verschlossen wurde, um Klangunterschiede zu erzeugen. Neben der tuila werden heute unter anderem die vom Aussterben bedrohte einsaitige Stabzither kse diev in Kambodscha und die mehrsaitige Stabzither phin phia in Nordthailand mit dieser Technik gespielt. Durch leichtes Berühren der Saite mit einem Finger und gleichzeitiges Zupfen mit einem anderen Finger der rechten Hand konnten Flageoletttöne erzeugt werden.
- die bundlose ektantri vina[10] mit einem Resonator am oberen Ende, der über der Schulter des Spielers nach hinten ragt,[11] Ihre Saite wurde mit einem Gleitstab verkürzt
- die kinnari vina mit Bünden und zwei Kalebassen, deren Saite mit den Fingern auf den Bünden verkürzt wurde. Nach der Spielweise ist die kinnari vina die Vorläuferin der Rudra vina.

Die frühesten vina hatten nur einen Resonanzkörper. Der Musikgelehrte Abu’l Fazl beschrieb im 16. Jahrhundert eine kinnara mit drei Kalebassen. Die in der Mogulzeit beliebte jantar war eine Stabzither mit fünf Saiten und zwei Kalebassen, während die Rudra vina drei Saiten besaß. Jantar und Rudra vina unterschieden sich in der Spielposition von der früheren alapini vina, denn die (obere) Kalebasse wurde nicht mehr vor der Brust, sondern etwas höher, hinter der linken Schulter gehalten.
In der Mogulzeit wurde die Bezeichnung Rudra vina oder bin für eine ganze Gruppe von Saiteninstrumenten üblich. Die Musiker wurden folglich Binkars oder Binakaras genannt. Von den in dieser Zeit aus Persien eingeführten Instrumenten war die Langhalslaute tar für die Entwicklung der indischen Saiteninstrumente von besonderer Bedeutung. Die Lage ihrer Bünde und die Stimmung wurden mit der Rudra vina verglichen. Gemäß dem arabischen Gelehrten al-Farabi (um 870–950) hatte die tar einige Bünde. Im 13. Jahrhundert wurde ein System von 17 Tönen in pythagoreischer Stimmung für die tar entwickelt, was die Stimmung der Rudra vina beeinflusste.
Spätestens im 18. Jahrhundert hatten sich zwei unterschiedliche Stile in der klassischen nordindischen Musik und damit zwei Gruppen von Musikern herausgebildet: Einmal die strenge, männliche Tradition des Dhrupad, das waren Sänger und Vina-Spieler (Binakars), die von der Trommel pakhawaj begleitet wurden. Auf der anderen Seite stand der weibliche Khyal-Stil, der Mitte des 18. Jahrhunderts in die Hofmusik von Delhi eingeführt wurde, bei dem die Sänger – meist Sängerinnen – von sarangi und tabla begleitet wurden. Die vina stand für die hochangesehene Musikkultur, die sarangi für Unterhaltungs- und Tanzmusik. Die beiden Gruppen hatten sich in ihrer sozialen Stellung bis um 1900 einander angenähert.

## Bauform und Spielweise

### Rudra vina

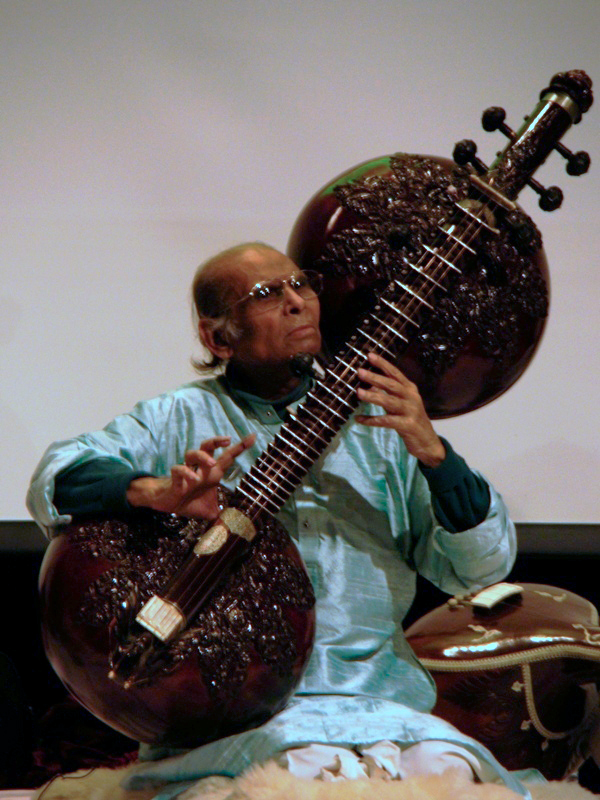
Asad Ali Khan, Mitglied der Jaipur Gharana, im Februar 2009. Er wird von einer pakhawaj begleitet

Die nordindische Rudra vina oder bin besteht traditionell aus einer Bambusröhre, die selbst als Resonanzkörper dient und an der zur Schallverstärkung zwei kugelförmige Kürbiskalebassen befestigt sind. Auf dem Rohr bilden 22 oder 24, unverschiebbar in einem dicken Wachsbett liegende Bünde das Griffbrett. Anstelle des Bambusrohres wird meist Teakholz verwendet, zwei ausgehöhlte Hälften werden zusammengeleimt. Die Wachsmischung wird durch Kunstharz ersetzt. Die heutige Form stammt aus dem 19. Jahrhundert. Der ehrende Beiname für das 1,40 bis 1,55 Meter lange Instrument ist mahati vina.
Über erhöhte Stege an beiden Enden laufen sieben Metallsaiten über das Griffbrett. Vier davon sind Melodiesaiten, die d – A – g – cis gestimmt sind (je zwei Stahl- und zwei Kupfersaiten). Eine äußere und gegenüber zwei außen liegende Saiten aus Stahl geben Borduntöne (chikaris). Sie sind auf A und in den beiden Oktaven gestimmt. Bis auf die vier Wirbel an einem Ende des Rohres ist die Rudra Vina symmetrisch. Die Saiten werden mit drei Stahlplektren am Zeige-, Mittel- und Ringfinger der rechten Hand gezupft. Das Instrument ruht mit einem Resonanzkörper auf dem rechten Unterschenkel, der andere liegt über der linken Schulter.
Die Rudra vina wird praktisch nicht mehr gebaut und nur noch selten gespielt. Sie ist dem alten klassischen Dhrupad-Stil vorbehalten und abgesehen von der noch selteneren sursingar das einzige, für den Dhrupad geeignete Saiteninstrument. Ihre tiefe Stimmung ist besonders für die langsame Entwicklung des Alap geeignet.  Nur männliche Familienmitglieder der Gharanas (Musikerfamilien) durften das Rudra-vina-Spiel erlernen. Ihr Spiel wird noch innerhalb der Dagar-Familie weitergegeben. Die Dagar Gharana aus Delhi gilt als die älteste Dhrupad-Schule. Der bedeutendste Rudra-vina-Spieler im 20. Jahrhundert war Zia Mohiuddin Dagar (1929–1990). Einer der wenigen Musiker, die regelmäßig Konzerte auf der Rudra vina geben und der die Tradition maßgeblich am Leben erhält, ist Asad Ali Khan (1937–2011).

### Sarasvati vina

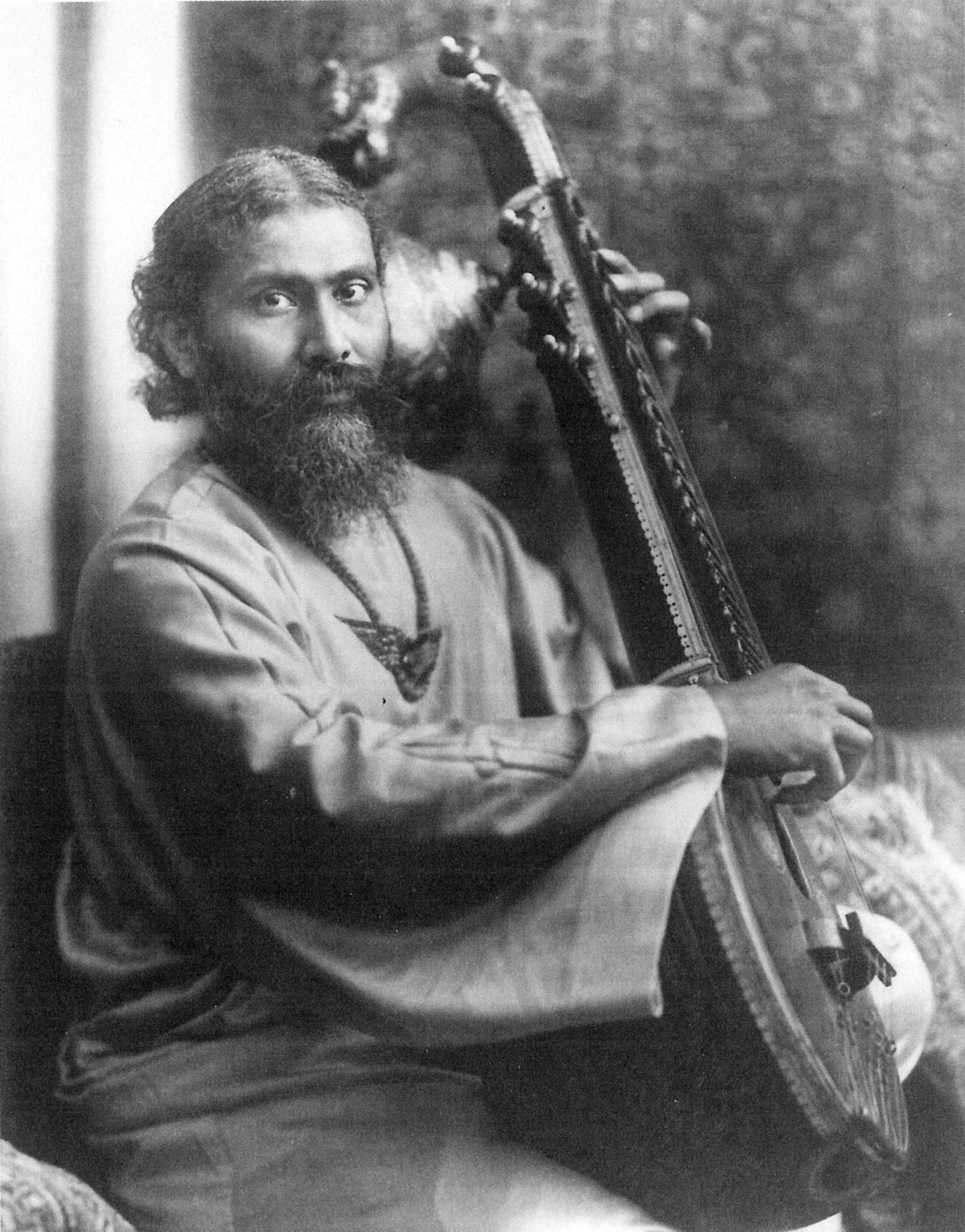
Hazrat Inayat Khan mit einer Sarasvati vina. Aufnahme um 1910

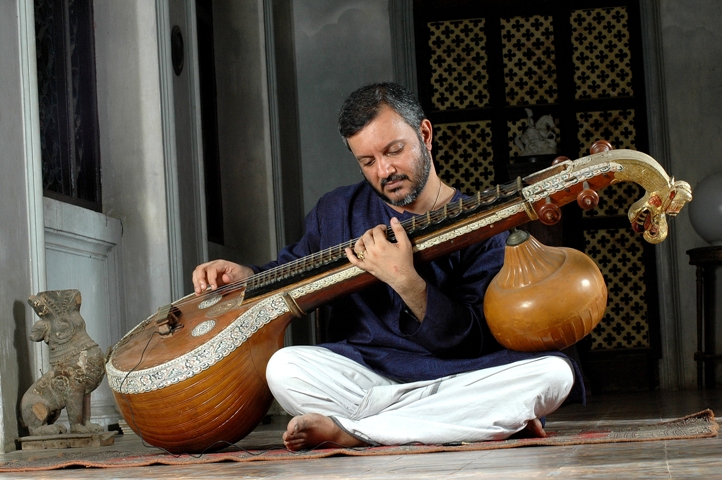
Prince Rama Varna spielt die Sarasvati vina

Die südindische Sarasvati vina ist traditionell eher ein Fraueninstrument, ihr Spiel wurde von Damen der Bildungsbürgerschicht gepflegt. Heute ist es die am weitesten verbreitete vina, die in drei unterschiedlichen regionalen Musikstilen (bani) gespielt wird: Der Mysore Bani geht hauptsächlich auf Veene Sheshanna (1852–1926) zurück, der einen leichten melodiösen Stil ohne Glissandi entwickelte. Im Tanjore Bani orientiert sich die Spielweise besonders nahe an den Ausdrucksmöglichkeiten der menschlichen Stimme, während im Andhra Bani schnell und kraftvoll gezupfte Passagen bevorzugt werden. Es gibt auch Einteilungen in weitere banis.
Das Instrument hat dieselbe Saitenanzahl wie die Rudra vina, 24 Bünde und entspricht wie die sitar einer Langhalslaute, besteht aber aus dem Holz einer zu den Brotfruchtbäumen gehörenden Art (Artocarpus hirsuta oder A. integrifolia). Korpus, Hals (dandi) und Wirbelkasten werden bei den einfacheren Instrumenten separat ausgehöhlt und dann verleimt. Die Holzdecke wird ebenfalls aufgeleimt. Der bauchige Korpus (kudarn, koda) hat eine nur leicht gewölbte Decke. Wenn das ganze Instrument aus einem Stück Holz gefertigt wurde, spricht man von einer ekanda vina. Diese hat einen besseren Klang und ist teurer. Ein zweiter, kleiner Resonator (soraikkai) aus Kürbis, Pappmaché, Metall oder Kunststoff befindet sich unter dem Wirbelkasten. Die Kanten sind mit gravierten Streifen aus dem Horn des Sambarhirsches oder aus hellem Kunststoff belegt. Diese vina liegt beim Spielen quer vor dem Musiker. Der Korpus ruht dabei auf dem Boden, der Hals wird durch die beiden Knie des Spielers waagrecht gehalten. Der Hals endet oberhalb des Wirbelkastens als Yali mukha mit dem Kopf eines Fabelwesens. Die gesamte Länge beträgt 130 bis 140 Zentimeter.
Das Plektrum (nagam) sitzt auf dem Zeige- und Mittelfinger, teilweise wird mit langen Fingernägeln gespielt. Der rechte kleine Finger greift in die Bordunsaiten. Der Spielbereich beträgt bei 24 Bünden im Halbtonabstand pro Saite zwei Oktaven. Mit den Bordunsaiten kann bei der Sarasvati vina und der Rudra vina (wie auch bei der sitar) die rhythmische Struktur (Tala) gleichzeitig mit den Tönen (svaras) des Raga wiedergegeben werden. Die Möglichkeit, damit das Gesamtkonzept der indischen Musik darstellen zu können, macht die Wertschätzung dieser Instrumente aus.
Während der Nayaka-Dynastien besaß die Sarasvati vina in Thanjavur die heutige Saitenzahl, aber nur sechs Bünde. Dies wird von Rāmāmātya in seinem Werk Svaramelakalānidhi (1550) beschrieben. Er unterscheidet nach der Größe und der Stimmung der ersten Saite (Grundton / hohe Quinte / tiefe Quinte) drei Instrumente und von jeder Größe zwei Varianten: die Sarvarāga Vina mit festen und die ekarāga vina mit beweglichen Bünden. Die Sarasvati vina soll Anfang des 17. Jahrhunderts vom Herrscher Raghunata Nayaka (1600–1634) und seinem Minister, dem verehrten Gelehrten Govinda Diksitar zur heutigen Form entwickelt worden sein. Im 18. Jahrhundert diente die vina als Ausgangspunkt, um das die 72 Hauptragas umfassende Melakarta-System (auch melas) zu entwickeln, mit dem die südindischen Ragas katalogisiert werden. In Südindien entwickelten sich an einzelnen Herrscherhäusern regionale Musiktraditionen. Am Hof von Thanjavur orientierte sich die Spielweise der vina eng an der vokalen Gestaltung der Liedtexte. Der hiesige Stil, mit dem die vina jedes Vibrato der Stimme mit besonderen Techniken der linken Hand nachzuahmen versuchte, erhielt daher den Namen gayaki (ansonsten die Bezeichnung für nordindische Gesangsstile). Bis Anfang des 20. Jahrhunderts wurde das Instrument in senkrechter Position gespielt.

### Gottuvadyam
Form und Spielhaltung sind bei der bundlosen gottuvadyam (auch chitravina, mahanataka vina) entsprechend. Diese südindische vina wurde Anfang des 20. Jahrhunderts entwickelt und hat insgesamt 21 Saiten, davon sind 6 Melodiesaiten, 3 hoch tönende Bordunsaiten und 12 (11 bis 14) darunter verlaufende Resonanzsaiten (tarab). Die ersten beiden Melodiesaiten sind im Oktavabstand gestimmt. Die gottuvadyam ist das einzige südindische Instrument mit Resonanzsaiten. Eine große Resonanzkalebasse (svarakai) befindet sich unter dem Wirbelkasten, sodass, zusammen mit dem Lautenkorpus (kudam), die gottuvadyam waagrecht am Boden liegen kann. Sie wird mit den drei Plektren der rechten Hand und einem Hartholzstab (gottu, auch aus Elfenbein) in den linken Hand, der über die Saiten gleitet, gespielt. Der bekannteste gottuvadyam-Spieler ist N. Ravikiran (* 1967).

### Vichitra vina

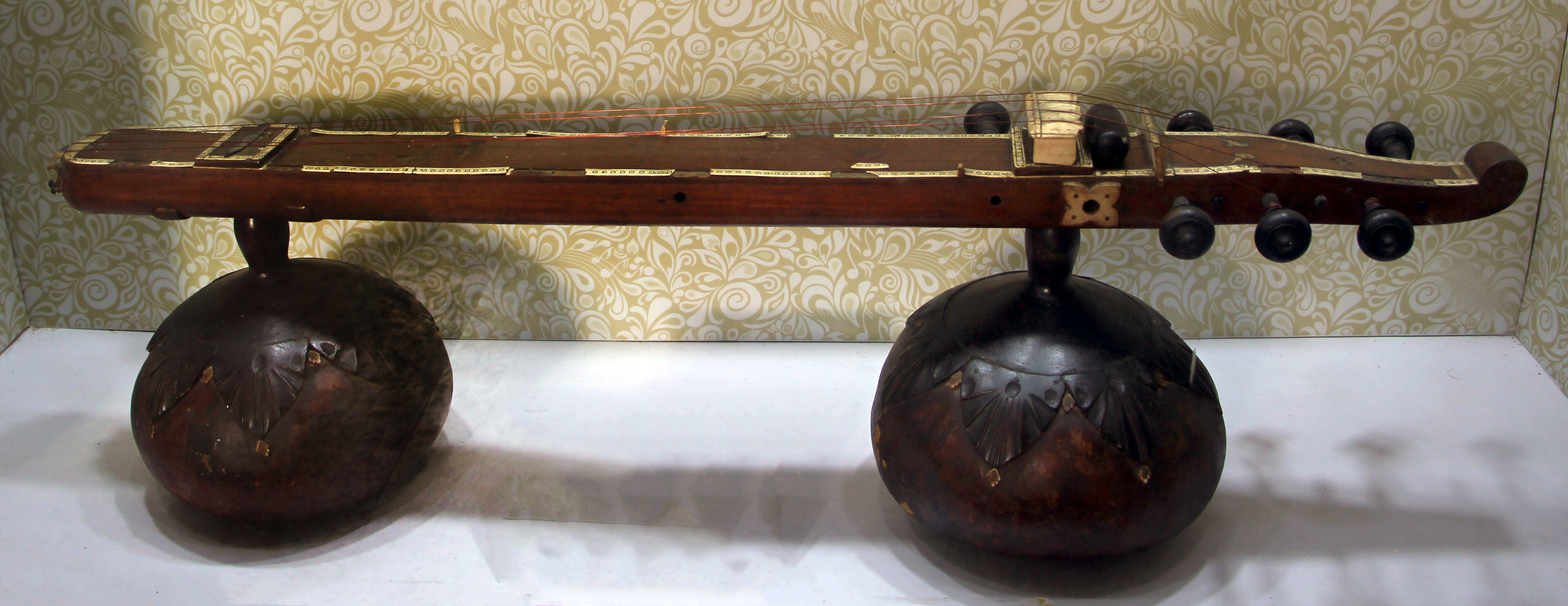
Vichitra vina im Government Museum, Chennai.

Die vichitra vina, auch batta bin, ist das nordindische Gegenstück zur gottuvadyam. Ebenfalls bundlos und mit einem breiten Hals verfügt sie über 4 Melodiesaiten, 5 Bordunsaiten und 13 Resonanzsaiten. Beide Enden sind mit Vogelköpfen (Pfauen) verziert. Früher war sie ein Begleitinstrument für den Dhrupad-Gesang, wird aber kaum noch verwendet. Indem bei beiden Instrumenten die Tonhöhe mit einem Holzstab – bei der vichitra vina auch mit einem Glasstab – gegriffen wird, entsteht ein klanglicher Effekt, der einer Slide-Gitarre ähnelt.
Die vichitra vina wurde im 19. Jahrhundert durch Abdul Aziz Khan eingeführt, einem Musiker am Fürstenhof von Indore aus der Patiala Gharana. Form und Spielweise sollen auf die ektantri vina zurückgehen. Der Musiker und Musikwissenschaftler Lalmani Misra (1924–1979) war einer der bekanntesten vichitra-vina-Spieler im 20. Jahrhundert und trug dazu bei, das Instrument vor dem Vergessenwerden zu retten.

### Seltene oder nicht mehr gebräuchliche Vinas
Die mayuri vina, auch taus, ist eine möglicherweise gegen Ende der Mogulzeit entwickelte Langhalslaute, die mit dem Bogen gestrichen wird. Ihr charakteristischer dickbauchiger Korpus besitzt die Form eines Pfaus. Ende des 20. Jahrhunderts erfuhr sie eine gewisse Wiederbelebung, seitdem sie von Sikhs im Punjab nicht nur zur Gesangsbegleitung, sondern auch in der klassischen nordindischen Instrumentalmusik eingesetzt wird. Schlankere Varianten derselben Instrumentenfamilie sind die dilruba und die esraj.
Nur noch im Museum anzutreffen ist die kinnari vina mit einer halben Straußeneischale als Resonanzkörper. Dieses Lauteninstrument sollte nicht mit der alten Stabzither kinnari (oder ebenfalls kinnari vina) verwechselt werden. Letztere hatte 12 bis 14 Bünde für die eine Saite und drei unterschiedlich große Kalebassen, die im mittleren Bereich unter der Bambusstange hingen. Die älteste chinesische  Zither heißt qin oder khin.
Ein altes, bereits in den Veden erwähntes Volksinstrument ist, oder eher war, die wesentlich größere kacchapi vina in Bengalen, mit einer besonders flachen Kalebasse als Resonator. Der Name kacchapa (Sanskrit) heißt „Schildkröte“, er kann auch für die Holzart Cedrela tuna (Pali: kacchaco) stehen. Von Indien aus wurde die bundlose Kurzhalslaute unter Varianten des Namens kacapi (etwa hasapi) weit in Südostasien verbreitet.
In der südindischen regionalen Volksmusik wird vereinzelt eine kinnari vina mit zwei oder drei Saiten, mehreren Bünden und meist drei Kalebassen gespielt.
Nur den Namen hat die einsaitige Fiedel pulluvan vina mit den vina-Typen gemein. Sie wird von den Pulluvan im südindischen Bundesstaat Kerala zur Gesangsbegleitung bei einem Schlangenkult gespielt.